# Leslie Voltaire
Leslie Voltaire (n. 11 iulie 1949, Port-au-Prince, Haiti) este un politician și arhitect haitian, care a deținut funcția de președinte al Consiliului Prezidențial de Tranziție din octombrie 2024 până în martie 2025. Anterior, a făcut parte din administrațiile lui Jean-Bertrand Aristide⁠(d) și René Préval și a fost candidat la alegerile prezidențiale din 2010.

## Biografie
Voltaire s-a născut la 11 iulie 1949 în Port-au-Prince, Haiti. Vorbește fluent engleza, franceza, spaniola și creola haitiană. A urmat cursurile Petit Séminaire Collège Saint-Martial din Port-au-Prince, apoi a studiat la Universitatea Națională Autonomă a Mexicului, unde a obținut o diplomă în arhitectură, și la Universitatea Cornell din Statele Unite, unde a obținut un master în planificare urbană și regională. La Cornell, a fost bursier Fulbright.

## Carieră
Voltaire a devenit arhitect și urbanist, acumulând peste 40 de ani de experiență în domeniu. A contribuit la dezvoltarea mai multor proiecte de anvergură, inclusiv la realizarea unui plan general pentru un complex de locuințe cu cost redus construit în Port-au-Prince și a fost consultant pentru construcția unei academii de fotbal. Timp de 15 ani, a fost profesor de arhitectură la Universitatea de Stat din Haiti.
Voltaire a fost prieten cu președintele haitian Jean-Claude Duvalier⁠(d). A devenit membru al partidului politic Fanmi Lavalas și a intrat în politică în 1990, când a fost numit consilier de stat, iar un an mai târziu a fost desemnat de președintele Jean-Bertrand Aristide⁠(d) ministru al educației naționale și ministru al sporturilor. În 1995 a devenit șef de cabinet al lui Aristide, apoi a rămas în funcții guvernamentale și în administrația lui René Préval, fiind numit consilier pentru infrastructură în 1996. În 2001, a fost numit ministru pentru haitienii din diaspora. Este autorul legii Voltaire, care a îmbunătățit drepturile economice ale diasporei haitiene. În 2009, Voltaire a fost trimis special la Organizația Națiunilor Unite, colaborând cu fostul președinte american Bill Clinton.
În 2010, Voltaire a fost o figură importantă în procesul de reconstrucție a Haitiului după cutremurul devastator. A candidat la alegerile prezidențiale din 2010–2011 din partea partidului Ansanm Nou Fò, obținând 16.199 de voturi, adică 1,59% din opțiunile electoratului, deși au existat acuzații de fraudă electorală. Ulterior, a rămas consilier al partidului Lavalas și a devenit membru al consiliului executiv al Acordului Montana.
În 2024, Voltaire a fost numit membru al Consiliului Prezidențial de Tranziție, organul care exercită temporar funcția de șef al statului în Haiti, fiind unul dintre cei șapte membri, și a preluat oficial funcția la 25 aprilie 2024. În cadrul conducerii rotative a consiliului, Voltaire i-a succedat lui Edgard Leblanc Fils pe 7 octombrie 2024, pentru un mandat care urma să expire în 7 martie 2025. A preluat președinția într-un moment marcat de acuzații de corupție la adresa mai multor membri ai consiliului, iar predecesorul său, Leblanc Fils, a refuzat să semneze decretul de ratificare a numirii sale.
Voltaire este căsătorit și are trei copii.